# Національний парк Кеннеді Рендж
Національний парк Кеннеді-Рендж (англ. Kennedy Range National Park) — національний парк Австралії у регіоні Гаскойн у Західній Австралії, приблизно за 830 кілометрів на північ від Перта і близько 150 кілометрів на схід від Карнарвона .
Хребет Кеннеді розташований на краю водозбірного басейну річки Гаскойн і утворює вивітрене плато, що простягається на відстань 150 км , по суті, утворюючи величезну столову гору. На південній і східній сторонах хребта можна знайти пісковики, які розсічені крутими каньйонами висотою до 100 метрів.
Хребет формував природний кордон для двох аборигенних народів — майя і малгару. На природних джерелах, розташованих на межі хребтів, можна було полювати на дичину, а виходи флінту слугували каменем для виготовлення знарядь праці. Понад 100 місць свідчать про те, що корінні австралійці населяли цю територію понад 20 000 років до появи європейських поселень.
Першим європейцем, який досліджував цю територію, був Френсіс Томас Грегорі, чия експедиція досягла хребта 1858 року. Грегорі назвав хребет на честь губернатора Західної Австралії того часу Артура Едварда Кеннеді. Під час експедиції він також присвоїв назву прилеглій річці Лайонс, а потім продовжив шлях до гори Огастус. Незабаром після цього в районі з'явилися скотарі: Чарльз Брокман заснував станцію Боолатхана 1877 року, і регіон процвітав у виробництві вовни до 1930-х років, коли перевипас худоби, посуха та Велика депресія призвели до краху більшості підприємств.
Долини і рівнини хребта сильно деградували, але вершину пошкоджено лише незначно внаслідок пасовищної діяльності. Територія була розвідана на предмет мінералів, але видобуток не вівся.
Парк офіційно затверджений 1993 року і має деякі зручності для відвідувачів. Туалет у кущах і місця для кемпінгу розташовані в ущелині Темпл, але планується перенести цей кемпінг. Територією парку прокладено кілька пішохідних стежок, але води немає. Вхід у парк безкоштовний, але в кемпінгах стягується плата.
Популярний час для відвідування парку - після сильних дощів, коли з'являються польові квіти. У парку росте понад 80 видів польових квітів, зокрема мулла-мулла, хакеї, еремофіли, калітрикс, вертикордії та різноманітні вічні ромашки.
На честь хребта Кеннеді названо вид ящірок Lerista kennedyensis, зазвичай званий "широкодзьобовим повзуном", названий на честь хребта Кеннеді. 